# George Lee
George C. Lee (Highland Park, Míchigan, 23 de noviembre de 1936) es un exjugador y exentrenador de baloncesto estadounidense que disputó siete temporadas en la NBA, además de ejercer como entrenador dos temporadas más. Con 1,93 metros de estatura, jugaba en la posición de escolta.

## Trayectoria deportiva

### Universidad
Jugó durante tres temporadas con los Wolverines de la Universidad de Míchigan, en las que promedió 15,8 puntos por partido.

### Profesional
Fue elegido en la vigésimo sexta posición del Draft de la NBA de 1959 por Detroit Pistons, donde en su primera temporada actuó como titular, promediando 12,1 puntos y 6,6 rebotes por partido.
Jugó una temporada más con los Pistons, hasta que en 1962 fue traspasado a los San Francisco Warriors. Allí permaneció 5 temporadas, aunque entre las tres últimas sólo contabilizó 30 partidos en total debido a las lesiones. En la temporada 1963-64 llegó a disputar las Finales ante Boston Celtics, cayendo derrotados por 4-1. Lee colaboró con 3,2 puntos y 1,8 rebotes por partido a lo largo de la temporada regular.

### Entrenador
Los últimos 4 años de su estancia en los Warriors los compaginó con el puesto de entrenador asistente, hasta que, una vez colgadas las botas, asumió el puesto de entrenador principal, sustituyendo a Bill Sharman. en su primera temporada logró clasificar al equipo para los playoffs, con un balance de 41 victorias y 41 derrotas en la temporada regular, cayendo en primera ronda ante Los Angeles Lakers.
Al año siguiente fue destituido mediada la temporada, tras 52 partidos en los que había conseguido 22 victorias, siendo sustituido por Al Attles.

## Estadísticas de su carrera en la NBA

### Temporada regular
| Temporada | Edad | Equipo                 | Liga | P   | TIT | MIN  | TC  | TCA  | %TC  | 3P | 3PA | %3P | TL  | TLA | %TL  | R.OF. | R.DEF. | REB | ASIS | ROB | TAP | PER | FP  | PTS  |
| 1960-61   | 24   | Detroit Pistons        | NBA  | 74  |     | 23.4 | 4.2 | 10.5 | .399 |    |     |     | 3.7 | 5.3 | .701 |       |        | 6.6 | 1.2  |     |     |     | 2.1 | 12.1 |
| 1961-62   | 25   | Detroit Pistons        | NBA  | 75  |     | 18.0 | 2.4 | 6.7  | .358 |    |     |     | 2.8 | 3.7 | .761 |       |        | 4.7 | 0.9  |     |     |     | 1.7 | 7.6  |
| 1962-63   | 26   | San Francisco Warriors | NBA  | 64  |     | 18.6 | 2.3 | 6.2  | .378 |    |     |     | 2.4 | 3.0 | .788 |       |        | 3.4 | 1.0  |     |     |     | 1.8 | 7.0  |
| 1963-64   | 27   | San Francisco Warriors | NBA  | 54  |     | 9.7  | 1.2 | 3.1  | .379 |    |     |     | 0.9 | 1.3 | .662 |       |        | 1.8 | 0.5  |     |     |     | 1.2 | 3.2  |
| 1964-65   | 28   | San Francisco Warriors | NBA  | 19  |     | 13.0 | 1.4 | 4.1  | .351 |    |     |     | 2.0 | 2.7 | .731 |       |        | 2.9 | 0.6  |     |     |     | 1.2 | 4.8  |
| 1966-67   | 30   | San Francisco Warriors | NBA  | 1   |     | 5.0  | 3.0 | 4.0  | .750 |    |     |     | 6.0 | 7.0 | .857 |       |        | 0.0 | 0.0  |     |     |     | 0.0 | 12.0 |
| 1967-68   | 31   | San Francisco Warriors | NBA  | 10  |     | 10.6 | 0.8 | 3.5  | .229 |    |     |     | 1.7 | 2.4 | .708 |       |        | 2.7 | 0.4  |     |     |     | 1.6 | 3.3  |
| Total     |      |                        | NBA  | 297 |     | 17.4 | 2.5 | 6.6  | .379 |    |     |     | 2.5 | 3.4 | .734 |       |        | 4.2 | 0.9  |     |     |     | 1.7 | 7.5  |

### Playoffs
| Temporada | Edad | Equipo                 | Liga | P  | MIN | TCA | TC  | 3PA | 3P | TLA | TL | R.OF. | REB | ASIS | ROB | TAP | PER | FP | PTS | %TC  | %3P | %FT  | MIN  | PTS  | REB | AST |
| 1960-61   | 24   | Detroit Pistons        | NBA  | 5  | 135 | 29  | 70  |     |    | 20  | 27 |       | 34  | 14   |     |     |     | 11 | 78  | .414 |     | .741 | 27.0 | 15.6 | 6.8 | 2.8 |
| 1961-62   | 25   | Detroit Pistons        | NBA  | 6  | 50  | 10  | 20  |     |    | 6   | 7  |       | 8   | 1    |     |     |     | 6  | 26  | .500 |     | .857 | 8.3  | 4.3  | 1.3 | 0.2 |
| 1963-64   | 27   | San Francisco Warriors | NBA  | 10 | 67  | 9   | 20  |     |    | 12  | 20 |       | 16  | 4    |     |     |     | 15 | 30  | .450 |     | .600 | 6.7  | 3.0  | 1.6 | 0.4 |
| Total     |      |                        | NBA  | 21 | 252 | 48  | 110 |     |    | 38  | 54 |       | 58  | 19   |     |     |     | 32 | 134 | .436 |     | .704 | 12.0 | 6.4  | 2.8 | 0.9 |